# Marten Schech
Marten Schech (* 1983 in Halle (Saale)) ist ein zeitgenössischer deutscher Bildhauer, Installationskünstler und Schlagzeuger.

## Leben
Der in Halle (Saale) geborene Bildhauer war von 1999 bis 2004 denkmalpflegerisch tätig. Von 2008 bis 2015 studierte er bei Wilhelm Mundt an der Hochschule für Bildende Künste Dresden, an der University of Leeds und der Kunstakademie Düsseldorf und schloss mit einem Diplom ab. Er lebt und arbeitet in Berlin und Dresden. Wegen der erzählerischen Qualitäten ihrer Nutzungsspuren und ihrer gewachsenen Einzigartigkeit arbeitet er seine Plastiken und Installationen aus alten Baustoffen und vollzieht sie teilweise mit neuen Materialien nach. Seine Plastiken sind Subjekte mit eigener Geschichte. Für seine Plastiken architektonischer Skulpturen, „Architekturgewächse“ ist er auch inspiriert von der Chamaechorie, der Ausbreitungsstrategie von Pflanzen über Wind und Früchte z. B. des Steppenrollers. Für seine architektonischen Skulpturen aus zum Teil historischen Materialien erhielt er 2017 den Caspar-David-Friedrich-Preis.

## Ausstellungen (Auswahl)

### Einzelausstellungen
- 2014: RE-, Förderverein Aktuelle Kunst (FAK), Institut für Kunstgeschichte, Münster
- 2016: Slug Cave, Kabakon, Leipzig
- 2017: Marten Schech Verkleinerte Veränderungen, (im Rahmen des Caspar-David-Friedrich-Preises), Caspar-David-Friedrich-Zentrum Greifswald
- 2017: Körnig Trifft Marten Schech, Hans Körnig Museum, Dresden
- 2018: Tumbling Follies, Galerie Bernhard Knaus Fine Art, Frankfurt[1]
- 2019: Pinkhouse, Einraumhaus c/o, Mannheim Haus Arbeit, Galerie Bernau, Bernau bei Berlin
- 2020: „Lichtung“, Ortsspezifische Installation im Lichthof des Ernst-Barlach-Hauses, Hamburg aus Anlass der Ausstellung „Werden, das ist die Losung!“ - Szenen zum 150. Geburtstag von Ernst Barlach, Ernst Barlach Haus, Hamburg
- 2022 Things behind Things (mit Ralf Peters), Bernhard Knaus Fine Art, Frankfurt[2]

### Gruppenausstellungen
- 2011: Springhouse, Dresden
- 2011: Hunger drives the beast out of the forest, Galerie Die schöne Stadt, Halle (Saale)
- 2012: Auxiliary Constructions - Behelfskonstruktionen, Kunsthaus Dresden
- 2012: Various Stages / Salon Rähnitz, Kunsthaus Dresden
- 2012: NKOTB II, Galerie Baer, Dresden
- 2013: A World of Wild doubt, Kunstverein Hamburg
- 2014: Body Matters, Rottstr. 5, Kunsthallen, Bochum
- 2014: boesner art award 2014<, Märkisches Museum Witten
- 2014: geradezu momentan, Ausstellung zum 250. Jubiläum der HfBK Dresden, Oktogon der Hochschule für Bildende Künste Dresden
- 2015: Trakt B: Tag der offenen Türen, Historisches Gefängnis, Meißen
- 2015: Just dropped in, l’Amour, Paris, Frankreich
- 2015: Split and Combine / Part 1: Schamwand, Runde Ecke, Riesa Efau, Dresden
- 2016: Nach Wroclaw, Museum für zeitgenössische Kunst (MWW), Wroclaw, Polen
- 2016: Just Physical-Skulpturenausstellung<, Box Club Olympia e.V., Leipzig
- 2016: Down Grade, Earth Gallery, Dresden
- 2016: Work Out, Brühlsche Galerie, Dresden
- 2016: OSTRALE weht ODER , Browar, Wroclaw, Polen
- 2016: Vor Ihnen, das Meer-respektive der Asphalt, die Schäden..., Schloss Pillnitz, Dresden
- 2017: What Can Be Done to Make Trouble?, Kunstverein Familie Montez, Frankfurt am Main
- 2017: Springhouse 2017, Europäisches Zentrum der Künste Hellerau
- 2018: Altered States - Substanzen in der zeitgenössischen Kunst, Kunstpalais Erlangen
- 2018: Grabenblicke, Bärenzwinger, Berlin
- 2018: Arsenal, Intershop Interdisciplinaire, Leipzig
- 2018: Patchwork, Köln
- 2019: Guest House, London, Chronicle, Kunstraum Kreuzberg Bethanien, Berlin
- 2019: Pieces for Kalbe, Kalbe
- 2019: Art for Humanism, Kunsthalle im Lipsius-Bau, Dresden
- 2019: Sommerfrische, Galerie Bernhard Knaus Fine Art, Frankfurt
- 2024: on architecture, Gruppenausstellung mit Hams Klemens, Dean Monogenis, Renato Nicolodi, Eamon O Kane, Ralf Peters, Daniel Rich, Marten Schech, Lucy Williams, Thomas Wrede, Bernhard Knaus Fine Art, Frankfurt[3]

## Sammlungen
Städtische Galerie Dresden – Kunstsammlung

## Preise/Stipendien
- 2012–2017: Stipendium der Studienstiftung des Deutschen Volkes
- 2014: Nominierung >boesner art award 2014
- 2015: Marion-Ermer-Preis
- 2017: Caspar-David-Friedrich-Preis
- 2019: Arbeitsstipendium Kunstfonds

## Kataloge
- 2013: A World of Wild Doubt, Wordpress Verlag, Text: Dorothee Böhm, Kunstverein Hamburg
- 2013: Terms of Exhibiting (from A to Z), Begriffe des Ausstellens (von A bis Z); Petra Reichensperger, Wordpress Verlag
- 2014: Marten Schech; Text: Marten Schech, geradezu momentan; Matthias Flügge, Susanne Greinke, Dietmar Rübel, Hochschule für Bildende Künste Dresden boesner art award
- 2014; Text: Marten Schech, boesner GmbH holding + innovations

- 2015: Marten Schech, Marion-Ermer-Preis 2015, Marion-Ermer-Stiftung
- 2017: What Can Be Done to Make Trouble; Marten Schech & Christiane Schürkmann, Reimer Verlag, Edition Imorde
- 2018: Altered States - Substances in Contemporary Art, Kunstpalais Erlangen, Milena Mercer, Hatje Cantz
- 2019: Spuren Architekturen Projektionen, Bärenzwinger Berlin, Kerber